# 23-F: la película
Pour plus de détails, voir Fiche technique et Distribution.
23-F: la película est un film espagnol réalisé par Chema de la Peña, sorti en 2011.

## Synopsis
Le film met en scène la tentative de coup d'État du 23 février 1981 en Espagne.

## Fiche technique
- Titre : 23-F: la película
- Réalisation : Chema de la Peña
- Scénario : Joaquín Andújar
- Musique : Antonio Fernández
- Photographie : David Azcano
- Montage : Meco Paulogorrán
- Production : Gonzalo Salazar-Simpson
- Société de production : AXN, Canal+ España, Lazonafilms, Mogambo, TeleMadrid, Televisión Española et Wave
- Pays :  Espagne
- Genre : Historique
- Durée : 105 minutes
- Dates de sortie : 
  - Espagne : 23 février 2011

## Distribution
- Paco Tous : Antonio Tejero
- Juan Diego : Alfonso Armada
- Fernando Cayo : Juan Carlos Ier
- Mariano Venancio : Sabino Fernández Campos
- Ginés García Millán : Adolfo Suárez
- Jordi Bosch : Camilo Menéndez Tolosa
- Luis Callejo : Santiago Vecinos
- Pedro Casablanc : Eduardo Fuentes
- Jesús Castejón : José Aramburu Topete
- Tomás del Estal : Carlos Lázaro Corthay
- Juanma Lara : Juan García Carrés
- Juan Alberto López : Enrique Bobis González
- Lluís Marco : Jaime Milans del Bosch
- Jesús Noguero : Rafael Luis Díaz
- Joaquín Notario : Pedro Mas
- Fermí Reixach : Nicolás Cotoner
- Martxelo Rubio : Mariano Aguilar Olivenza
- José Manuel Seda : Felipe González
- Manolo Solo : Fernando Castedo
- Aníbal Soto : Manuel Barriopedro
- Luis Zahera : Jesús Muñecas
- Karlos Aurrekoetxea : Pachi
- Gonzalo Uriarte : Manuel Gutiérrez Mellado
- Joan Pera : Santiago Carrillo
- Paco Ochoa : Alfonso Guerra
- Juan Calot : Leopoldo Calvo Sotelo
- Sebastián Haro : Landelino Lavilla
- Pepe Penabade : Manuel Fraga
- Antonio Durán : Luis Caruana
- Joan Massotkleiner : José Gabeiras
- Aitor Mazo : Ricardo Pardo Zancada
- Carlos Manuel Díaz : José Juste
- Alberto González : Luis Torres Rojas
- Eugenio Barona : José Ignacio San Martín
- José Chaves : Félix Alcalá Galiano
- Julio Arrojo : Pedro Erquicia
- Ramón Quesada : Jesús Picatoste
- Antonio Márquez : Teniente Poyatos
- Antonio M.M. : Manuel Prieto
- Belén Ponce de León : Carmen Díez
- José Luis Díaz : Jesús Martínez de Merlo
- Javier Moyano : le secrétaire Cámara
- Fernando Martínez : Agustín Rodríguez Sahagún
- Antonio Esquinas : Fernando Abril
- Fran Salvatierra : Cipriano García
- Jesús Godoy : Carlos Navarrete Merino
- Manuel García : Manuel Núñez Encabo
- José María Cartón : le capitaine Patio
- Carlos Beltrán : le commissaire Oria
- Luis Moreno : le prince Felipe
- Olga Lozano : la reine Sophie
- Clara Álvarez : l'infante Cristina
- Cristina Álvarez : l'infante Elena

## Distinctions
Le film a été nommé au prix Goya du meilleur acteur dans un second rôle pour Juan Diego.